# Эли IV (граф Перигора)
Эли IV Талейран (фр. Hélie IV Talairand; ок. 1100 — 1131) — граф Перигора.
Внук Эли III, сын Гильома Талейрана. Упоминается в двух документах — от 1120 и от 1131 года, причём в первом — без титула, во втором — с титулом princeps. Поэтому в некоторых хронологиях не включен в список перигорских графов — Эли Четвёртым там считается его дядя Эли Рудель.
Был женат на Филиппе, происхождение которой не выяснено. Некоторые историки называют её дочерью аквитанского герцога Гильома IX.